# Catedral de San Patricio (Charlotte)
La Catedral de San Patricio  (en inglés: Cathedral of Saint Patrick ) es la sede de la Iglesia Católica en Charlotte, Carolina del Norte, Estados Unidos de América. Es la iglesia matriz de la diócesis de Charlotte y es la sede de su obispo prelado.
En 1843, la iglesia de San José Iglesia en Mt. Holly fue construida. Se convirtió en la primera iglesia católica en Carolina del Norte occidental. En el Día de San Patricio de 1852, la primera piedra fue colocada para la primera iglesia católica de Charlotte, la Iglesia de San Pedro. El trabajo se completó en 1893.
La Iglesia de San Patricio fue construida adyacente a la Escuela O'Donoghue, en el barrio de Dilworth.  John Henry Phelan, de Beaumont, Texas, donó los fondos para construir la iglesia de St. Patrick, en memoria de sus padres, Patrick y Margaret Adele Phelan. La construcción de la iglesia comenzó en el día de San Patricio de 1938.
El 12 de enero de 1972, el Papa Pablo VI estableció la diócesis de Charlotte, y la iglesia de San Patricio fue designada la iglesia catedral. Mons. Richard Allen, pastor de la época, fue nombrado primer rector. 

## Véase también

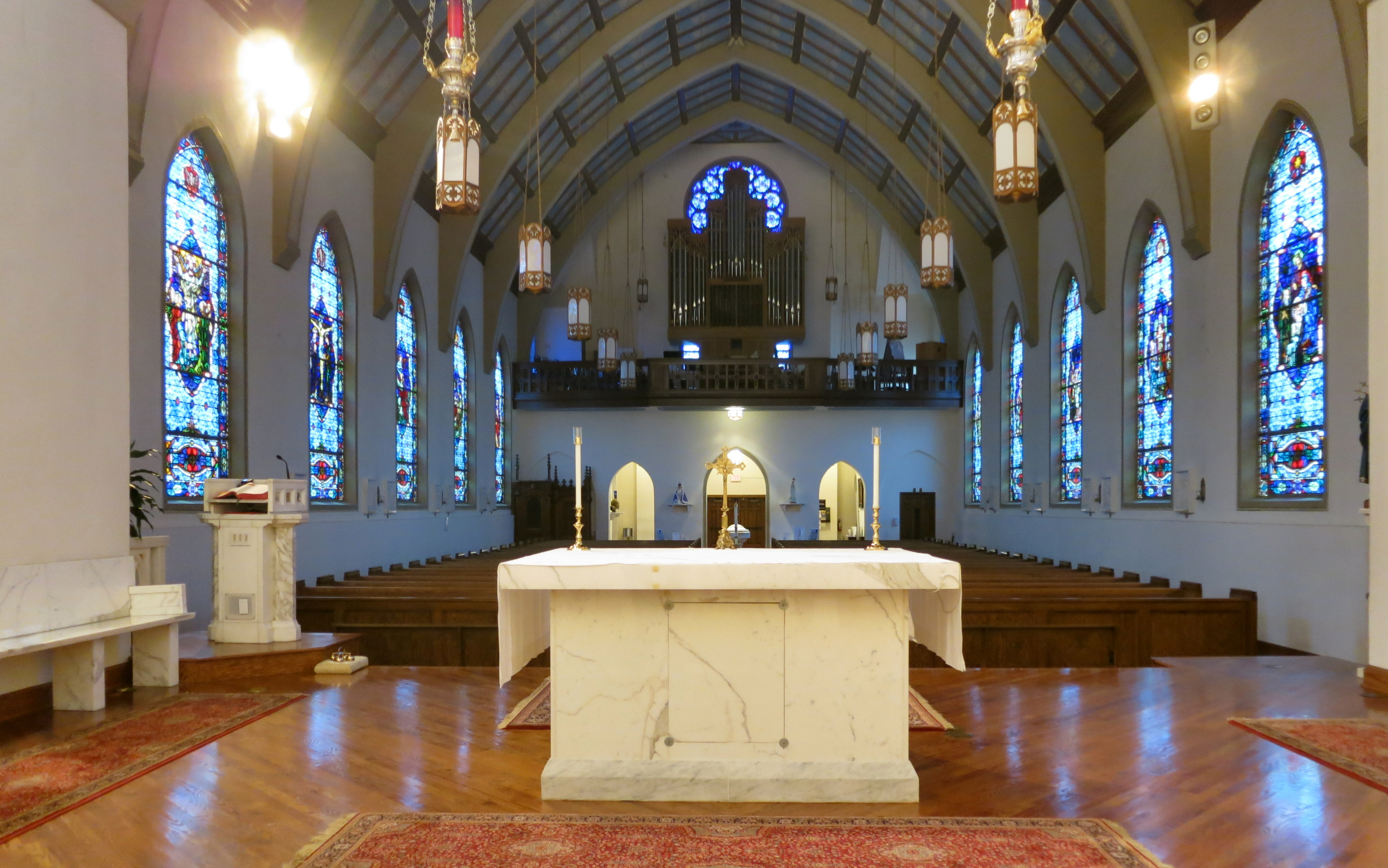
Vista interna